# Freedom of the Seas
Freedom of the Seas byla do roku 2009 největší osobní lodí současnosti (pouze délkou ji překonávala pasažérská loď Queen Mary 2). V roce 2009 ji o toto prvenství připravila loď Oasis of the Seas. Rejdařskou společností je Royal Caribbean International. Svou první plavbu uskutečnila 9. června 2006. Vyrobena byla v loděnicích Aker Finnyards ve finském Turku (stejně tak jako její sesterské lodě z třídy Freedom, Liberty of the Seas a Independence of the Seas).